# Amnesia infantil
La amnesia infantil o amnesia de la niñez es la incapacidad común por parte de la mayoría de los adultos para recordar los primeros años de su infancia.
Generalmente, la amnesia cubre eventos desde el nacimiento hasta en torno a los tres a cuatro años de vida.

## Caracterización
La amnesia infantil se caracteriza por la relativa ausencia de memoria antes de los 3 o 4 años de edad. El término no se refiere a la completa ausencia de recuerdos, sino a la relativa escasez de recuerdos sobre la infancia. Además, el límite es variable y puede ser influenciado tanto por las experiencias individuales como por factores culturales.
La investigación ha demostrado que los niños son aprendices expertos y son rápidos en adquirir y retener información. Los niños recuerdan eventos; sin embargo, estos recuerdos accesibles para los niños se pierden debido a la amnesia infantil en la edad adulta.
La investigación sobre la amnesia infantil generalmente utiliza eventos fácilmente verificables y muy destacados, tales como el nacimiento de un hermano, para evitar problemas de falta de fiabilidad de los recuerdos de los niños.
La amnesia infantil se ha investigado durante muchos años en los adultos; solo recientemente se ha investigado en niños. Este estudio fue un seguimiento de dos años y la extensión de un estudio anterior. A varios niños de entre 4 y 13 años se les pidió (inicialmente y dos años más tarde) por sus tres primeros recuerdos. En el seguimiento, la edad en el momento de estas memorias se movió hasta varios meses más tarde, con los niños más pequeños con pocas probabilidades de proporcionar los mismos recuerdos. Por otra parte, cuando se le dan sugerencias sobre recuerdos recordaron dos años antes, muchos todavía no fueron recordados. Por el contrario, los niños mayores eran más propensos a recordar los mismos recuerdos y señales a los antiguos recuerdos fueron exitosos. Por lo tanto, los niños mayores se estaban convirtiendo consistente en términos de recordar primeros recuerdos.

## Teorías e hipótesis

### Teoría de Freud (1895)
En sus libros Estudios sobre la histeria (1895) y Tres ensayos para una teoría sexual (1905), Sigmund Freud ―quien llamó «amnesia infantil» a este fenómeno― dijo que los recuerdos se van perdiendo debido a la represión. También dijo que el límite de edad es variable y podría ser influenciado tanto por las experiencias individuales como por factores culturales

### Teoría de Piaget (1968)
Jean Piaget (1896-1980), en su Memoria e inteligencia (1968), expone que la imposibilidad o dificultad para descifrar la memoria se debe a que los recuerdos fueron guardados en distintos códigos dependiendo de la edad del niño, es decir, de su período de desarrollo.
Las etapas se clasifican en:
- etapa sensorio-motora (0-2 años),
- etapa preoperacional (2-7 años),
- etapa de operaciones concretas (7-12 años) y
- etapa de las operaciones formales (12-17 años).

En la primera etapa no se recordaría nada, del segundo una cantidad pequeña de información y así progresivamente; la capacidad de memoria irá creciendo con el tiempo.

### Teoría de Pillemer y White (1989)
Teoría que propone la existencia de dos sistemas de memoria funcionalmente distintos. Un primer sistema de memoria existente desde el nacimiento, y cuyas representaciones son lugares, comportamientos, imágenes, emociones o sentimientos.
Un segundo sistema de memoria que surge entre los dos y cinco años (los años preescolares), estos son los años en los que se va adquiriendo el lenguaje. En este segundo sistema, la información se comienza a codificar de forma narrativa, con lo que se puede acceder mediante las palabras.
Se consideraría entonces que con esta segunda etapa surge el final de la amnesia infantil.

### Teoría del ser (1993)
Howe y Courage hicieron en el año 1993 unos experimentos para poder explicar este fenómeno, en donde lo publicaron en el artículo llamado "On resolving the enigma of infantile amnesia". En su primer experimento les enseñaron a varios niños, uno por uno, donde estaba un peluche de león y después de dos semanas regresaron al mismo lugar para ver si podían recordar donde se encontraba el león, solo dos niños pudieron recordar pues eran un poco más grandes que los demás. Su segundo experimento era “la prueba del espejo” la cual consistía en que los niños se miraran en el espejo y ver su reacción, al verse en el espejo estos niños sonreían, pero después les manchaban la nariz y los volvían a poner frente al espejo, la mayoría de los niños no pudieron reconocer que su nariz estaba manchada, a excepción de los dos niños que en el primer experimento si recordaron donde estaba el león. Con esto pudieron concluir que los niños no empiezan a construir sus recuerdos sino hasta que tienen un autoconcepto y una conciencia de identidad, del ser.

### Teoría social-lingüística (1998)
Nuestro pensamiento se sustenta en el lenguaje, de manera que mientras que este no se encuentre plenamente desarrollado no será posible almacenar recuerdos en la memoria autobiográfica, ya que no existe la posibilidad de pensar de manera consciente y reflexiva sobre lo que nos sucede (Hudson y Sheffield, 1998).
El desarrollo del lenguaje en los bebés es una de las explicaciones que cobran mayor importancia en cuanto a la memoria. Distintos experimentos en los que se preguntaba a niños sobre situaciones que hubiesen vivido medio año o un año atrás. En el tiempo que transcurría entre el acontecimiento narrado y el momento de narrarlo, los niños habían aprendido nuevas capacidades de lenguaje, pero, sin embargo, al narrar lo sucedido los niños hacían uso de las capacidades lingüísticas que poseían en el momento de lo narrado.
Las conclusiones de dichos experimentos afirmaban que una persona tenderá a olvidar toda aquella información que en el momento de vivirla no supiese narrar lingüísticamente.

### Teoría de Martin Conway (2012)
Martin Conway sostiene que los recuerdos de la niñez se quedan olvidados en el consciente, sin embargo, estos quedan en el inconsciente de tal manera que estos pueden influir en nuestras decisiones conscientes.

Si esta noche tratas de recordar todo lo que hiciste en el día, probablemente recordarás 15 cosas, pero si mañana tratas de recordar todo lo que hiciste en el día anterior recordarás aún menos cosas y si en un mes tratas de recordarlo probablemente no recordarías ninguno. La clave de esto es que al principio lo podías recordar casi todo, así que probablemente estén ahí, por lo que cuando decimos que los olvidamos no es que en realidad los hayamos olvidado sino que estos recuerdos se almacenan en el inconsciente y se vuelven inaccesibles para el consciente, lo mismo pasa con los recuerdos de la niñez.
Martin Conway

### Hipótesis neurológica (2012)
En 2012, Sheena A. Josselyn y Paul W. Frankland crearon una hipótesis neurológica que menciona que, en la niñez, el hipocampo (encargado del aprendizaje y memoria) está en pleno auge de la neurogénesis (creación de neuronas nuevas). Debido a que el hipocampo aún está en desarrollo, este no puede almacenar recuerdos a largo plazo originando el olvido de recuerdos en la edad adulta.